# Albo d'oro del campionato degli affiliati
| Stagione  | Campione d'Italia maschile                   | Campione d'Italia femminile          |
| 1922      | Tennis Club Parioli Roma                     |                                      |
| 1923      | Tennis Club Parioli Roma                     |                                      |
| 1924      | Tennis Club Napoli                           |                                      |
| 1925      | Società Lawn Tennis Genova                   |                                      |
| 1926      | Tennis Club Parioli Roma                     |                                      |
| 1927      | Tennis Club Juventus Torino                  |                                      |
| 1928      | Tennis Club Milano                           |                                      |
| 1929      | Tennis Club Parioli Roma                     |                                      |
| 1930      | Tennis Club Parioli Roma                     |                                      |
| 1931-1932 | non disputata                                |                                      |
| 1933      | Tennis Club Parioli Roma                     |                                      |
| 1934      | Tennis Club Parioli Roma                     |                                      |
| 1935      | Tennis Club Parioli Roma                     |                                      |
| 1936      | non disputata                                |                                      |
| 1937      | Tennis Club Parioli Roma                     |                                      |
| 1938      | non disputata                                |                                      |
| 1939      | Tennis Club Parioli Roma                     |                                      |
| 1940      | Tennis Club Parioli Roma                     | Tennis Modena                        |
| 1941      | Tennis Club Parioli Roma, SS Bruno Mussolini | Tennis Club Milano                   |
| 1942      | Tennis Club Parioli Roma, SS Bruno Mussolini | Tennis Club Milano                   |
| 1943-1945 | non disputata                                | non disputata                        |
| 1946      | Tennis Club Varese                           | non disputata                        |
| 1947      | Tennis Club Juventus Torino                  | non disputata                        |
| 1948      | Tennis Club Juventus Torino                  | non disputata                        |
| 1949      | Tennis Club Milano                           | non disputata                        |
| 1950      | YCC Posillipo Napoli                         | non disputata                        |
| 1951      | Tennis Club Milano                           | non disputata                        |
| 1952      | TC Ambrosiano Milano                         | non disputata                        |
| 1953      | TC Ambrosiano Milano                         | Tennis Club Ambrosiano Milano        |
| 1954      | Tennis Club Milano Bonacossa                 | Tennis Club Parioli Roma             |
| 1955      | Tennis Club Milano Bonacossa                 | Tennis Club Ambrosiano Milano        |
| 1956      | Società Tennis Como                          | Tennis Club Parioli Roma             |
| 1957      | CT Chatillon Edison Milano                   | Tennis Club Milano Bonacossa         |
| 1958      | Virtus Bologna                               | Virtus Bologna                       |
| 1959      | Virtus Bologna                               | Virtus Bologna                       |
| 1960      | Virtus Bologna                               | Tennis Club Milano Bonacossa         |
| 1961      | TC Ignis Comerio                             | Tennis Club Milano Bonacossa         |
| 1962      | TC Ignis Comerio                             | Tennis Club Milano Bonacossa         |
| 1963      | Circolo Canottieri Roma                      | Virtus Bologna                       |
| 1964      | Circolo Canottieri Roma                      | Tennis Milano Bonacossa              |
| 1965      | Virtus Bologna                               | Tennis Club Milano Bonacossa         |
| 1966      | Società Canottieri Olona Milano              | Tennis Club Pisa                     |
| 1967      | Società Canottieri Olona Milano              | Tennis Club Pisa                     |
| 1968      | Società Canottieri Olona Milano              | Società Canottieri Olona Milano      |
| 1969      | Società Canottieri Olona Milano              | Società Canottieri Olona Milano      |
| 1970-1977 | non disputata                                | non disputata                        |
| 1978      | Match Ball TC Bagno a Ripoli                 | Park TC Genova                       |
| 1979      | Tennis Club Genova                           | Tennis Club Milano Bonacossa         |
| 1980      | Tennis Club Monviso Grugliasco               | Circolo Tennis Certosa Calci         |
| 1981      | Tennis Club Triestino                        | Park TC Genova                       |
| 1982      | Circolo Tennis Villa Carpena Forlì           | Tennis Club Prato                    |
| 1983      | Circolo Tennis Certosa Calci                 | Sporting Eur Roma                    |
| 1984      | Circolo Tennis Certosa Calci                 | Tennis Club Castelgandolfo           |
| 1985      | Tennis Club Crema                            | Match Ball TC Bagno a Ripoli         |
| 1986      | Tennis Club Crema                            | Match Ball TC Bagno a Ripoli         |
| 1987      | Tennis Club Crema                            | Tennis Club Milano Bonacossa         |
| 1988      | TC Mozzo '80 Bergamo                         | Match Ball TC Bagno a Ripoli         |
| 1989      | TC Mozzo '80 Bergamo                         | Tennis Club Milano Bonacossa         |
| 1990-1997 | non disputata                                | non disputata                        |
| 1998      | Match Ball TC Bagno a Ripoli                 | Tennis Club Genova                   |
| 1999      | Match Ball TC Bagno a Ripoli                 | Tennis Club Napoli                   |
| 2000      | CRB Club Bologna                             | Tennis Club Milano Bonacossa         |
| 2001      | CRB Club Bologna                             | Club La Meridiana Casinalbo          |
| 2002      | CRB Club Bologna                             | Tennis Club Napoli                   |
| 2003      | CRB Club Bologna                             | Tennis Club Parioli Roma             |
| 2004      | Tennis Club Cagliari                         | Tennis Club Parioli Roma             |
| 2005      | Geovillage SC Olbia                          | Tennis Club Parioli Roma             |
| 2006      | Capri Sports Academy                         | Tennis Club Viterbo                  |
| 2007      | Capri Sports Academy                         | Tennis Club Viterbo                  |
| 2008      | Capri Sports Academy                         | Tennis Club Viterbo                  |
| 2009      | Capri Sports Academy                         | Tennis Club Viterbo                  |
| 2010      | Circolo Canottieri Aniene                    | Tennis Club Viterbo                  |
| 2011      | Castellazzo Tennis Club                      | Tennis Club Parioli                  |
| 2012      | Tennis Club Italia Forte dei Marmi           | Club Nomentano                       |
| 2013      | Società Tennis Bassano                       | Tennis Club Prato                    |
| 2014      | Circolo Canottieri Aniene                    | Tennis Club Genova 1893              |
| 2015      | Tennis Club Italia Forte dei Marmi           | Tennis Club Prato                    |
| 2016      | Park Tennis Genova                           | Tennis Club Prato                    |
| 2017      | Circolo Canottieri Aniene                    | Tennis Club Prato                    |
| 2018      | Circolo Canottieri Aniene                    | USD Tennis Beinasco                  |
| 2019      | Sporting Club Selva Alta Vigevano            | Tennis Club Prato                    |
| 2020      | Park Tennis Genova                           | Tennis Club Lucca                    |
| 2021      | New Tennis Torre del Greco                   | Tennis Club Parioli                  |
| 2022      | TC Sinalunga ASD                             | Società Canottieri Casale a.s.d.     |
| 2023      | CT Vela Messina                              | Società Canottieri Casale a.s.d.     |
| 2024      | Tennis Club Crema                            | Associazione Tennis Verona Falconeri |